# Southern Airways

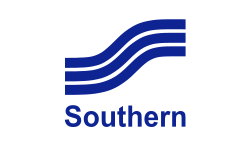
Logotipo da Southern Airways

Southern Airways foi uma companhia aérea regional norte-americana fundada por Frank Hulse em 1949 com sede no Aeroporto Internacional de Atlanta Hartsfield-Jackson, aos arredores de Atlanta.
Em 1979 a empresa fundiu-se com a North Central Airlines para surgir a empresa Republic Airlines, que por sua vez, em 1986, foi adquirida pela Northwest Airlines e incorporada a Delta Air Lines em 2008.
Na década de 1970 as dificuldades financeiras da empresa foram agravadas em função de dois acidentes aéreos: o Voo Southern Airways 932, ocorrido em 14 de novembro de 1970 e o Voo Southern Airways 242, ocorrido em 4 de abril de 1977, e associado com o aumento dos custos operacionais (principalmente a alta no combustível para aeronaves), fez com que a diretoria aceitasse uma fusão da Southern com a North Central para a criação da Republic Airlines.